# Brandon Bussi
Pour les articles homonymes, voir Bussi.
Brandon Bussi (né le 25 juin 1998 à Sound Beach dans l'État de New York aux États-Unis) est un joueur professionnel américain de hockey sur glace. Il évolue au poste de gardien de but.

## Biographie
En 2016-2017, il commence sa carrière en junior et partage sa saison avec le Junior Titans du New Jersey dans la NAHL. En 2018-2019, il passe une saison dans l'USHL avec les Lumberjacks de Muskegon. De 2019 à 2022, il poursuit un cursus universitaire à l'université de l'Ouest du Michigan. Il évolue trois saisons avec les Broncos dans le championnat NCAA. En 2022, il passe professionnel avec les Bruins de Providence dans la Ligue américaine de hockey.

### Trophées et honneurs personnels
- LAH
  - 2022-2023 : nommé dans l'équipe des recrues.